# 第46步兵師 (德國國防軍)
第46步兵師（德語：46. Infanterie-Division）是納粹德國國防軍陸軍的一個步兵師。該師於1938年11月24日組建。
第二次世界大戰期間，該師參與入侵波蘭、入侵法國行動。1941年6月，該師參與巴巴羅薩行動。該師一直在東線作戰。1944年后撤往匈牙利。
1945年3月，該師改編為第46國民擲彈兵師（德語：46. Volksgrenadier-Division），最後在同年5月向苏联红军投降。

## 引用
1. ↑  Mitcham, 2007, pp. 91–93